# Manettia auratifolia
Manettia auratifolia é uma espécie de dicotiledónea pertencente à família Rubiaceae, descrita em 1836.